# Anna Ewers
Anna Luisa Ewers (14 de marzo de 1993) es una modelo alemana. Es conocida por haber figurado en el calendario Pirelli de 2015. Debido a sus campañas, portadas de revista y desfiles es considerado una de las top models de la industria. En 2015, Models.com publicó que Ewers había sido elegida Modelo del Año por la industria de la moda.
En una nueva generación de modelos en la que la atención que reciben en las redes sociales les ayuda a conseguir trabajos, Anna Ewers ha sido comparada con Kate Moss (con la que colaboró para una campaña de David Yurman) ya que es exitosa y aun así mantiene su vida privada fuera del ojo público. Ha sido comparada con la actriz francesa Brigitte Bardot y la supermodelo alemana Claudia Schiffer.